# ليلة العيد (فلم)
ليلة العيد فيلم مصري من إنتاج عام 1949، بطولة شادية، وإسماعيل ياسين ومحمود شكوكو، إخراج حلمي رفلة.

## قصة الفيلم
ياسمينة وشوشو وسوسو أخوة فنانين يحاولون العمل في ملهى ليلي بعد أن تشردوا وتعرضوا للحرمان، يذهبون لمقابلة مدير المسرح فيدخلون عن طريق الخطأ شقة أخرى يفاجأون فيها بمجموعة أشرار معهم فتاة لعوب هي أختهم يحاولون جميعاً تدبير مؤامرة على «عادل بك» الشاب الثري ترى «ياسمينة» «عادل» فتعجب به وتقرر إنقاذه فتدخل أسفل مائدة القمار وتلقف المال الذي كانت الفتاة اللعوب تناوله لأخيها، حين يكتشفوا غياب المال يبحثون أسفل المائدة فتقلب ياسمينة المائدة وتفر هاربة لتعود إلى أخويها بالمال الذي يخفونه في «اللحاف:»، يعتبرونه ديناً يسددونه غلى عادل بك حين تسنح لهم الفرصة، أخيراً يلتقون بمدير المسرح الذي يشاركه آخر لبناني، وتعمل ياسمينة بالغناء في المسرح إلا أن الشريك اللبناني يفضل أن يأتي بمطربة لبنانية. تتنكر ياسمينة في شخصية «فله» اللبنانية وتغني في المسرح لترضي الشريك اللبناني وتغنى بشخصية ياسمينة لترضي الشريك المصري إلا أن زوجة المدير المصري تغر على زوجها من ياسمينة فتصرح لها ياسمينة أنها تحب عادل الذي سيتزوج من الفتاة اللعوب رغماً عنه، فتعدها بالمساعدة ويذهب الجميع غلى حفل العرس ليفسدونه وينبهون عادل بك الذي يعرف الحقيقة كاملة، فيطرد أبوه الأشرار ويبارك زواجه من ياسمينة التي أحبته وأنقذته من مؤامرة الأشرار.

## فريق العمل
- شادية
- إسماعيل ياسين
- محمود شكوكو
- لولا صدقي
- حسن فايق
- عبد الفتاح القصري
- إلياس مؤدب
- زينات صدقي
- فريد شوقي
- إستيفان روستي
- سعيد أبو بكر
- نور الدمرداش

## روابط خارجية
- مقالات تستعمل روابط فنية بلا صلة مع ويكي بيانات